# Mandipropamid
Mandipropamid ist eine chemische Verbindung aus der Klasse der Mandelsäure-amide und ein Fungizid aus der Familie der CAA-Fungizide (Carbonsäureamide). Mandipropamid ist ein Hemmstoff für die Cellulose-Synthase und wirksam gegen Falschen Mehltau und Phytophthora infestans. Mandipropamid ist ein sehr effektiver Wirkstoff: Der EC80 gegenüber Phythophthora infestans liegt bei 0,1 mg·l−1, der gegenüber Plasmopara viticola bei 1,2 mg·l−1.

## Stereochemie
Das Wirkstoffmolekül enthält ein stereogenes Zentrum, folglich gibt es zwei Stereoisomere:
- (R)-2-(4-Chlorphenyl)-N-[3-methoxy-4-(2-propinyloxy)phenethyl]-2-(2-propinyloxy)acetamid und
- (S)-2-(4-Chlorphenyl)-N-[3-methoxy-4-(2-propinyloxy)phenethyl]-2-(2-propinyloxy)acetamid.

| Enantiomere von Mandipropamid | Enantiomere von Mandipropamid |
| ----------------------------- | ----------------------------- |
| CAS-Nummer: 527697-63-8       | CAS-Nummer: 1591271-18-9      |

Mandipropamid wird als 1:1-Gemisch (Racemat) dieser Enantiomere eingesetzt.

## Zulassungen
Die EU-Kommission genehmigte die Verwendung von Mandipropamid als Wirkstoff von Pflanzenschutzmitteln mit Wirkung zum 1. August 2013.
Mandipropamid ist unter den Handelsnamen Revus und Pergado in Deutschland, Österreich und der Schweiz zugelassen.